# Katzmannrapporten
Katzmannrapporten är en informationsrapport avfattad 1943 av SS-Gruppenführer Fritz Katzmann, som var SS- och polischef i distriktet Galizien i Generalguvernementet. Rapporten är ställd till Katzmanns överordnade Friedrich Wilhelm Krüger, Högre SS- och polischef i Generalguvernementet, och redogör för det tyska folkmordsprogrammet i Galizien. Katzmann anger i rapporten att 434 329 judar hade "evakuerats" ("ausgesiedelt"), vilket i det nazistiska byråkratiska språket innebar mördats. Katzmann redovisar även för nazisternas plundring av judisk egendom: vigselringar, fickur, kameror, frimärkssamlingar, mynt och silverpjäser.
Katzmann liknar de galiziska judarna vid en pestböld (Pestbeule) som måste utrotas.